# 霞が関政策研究所
一般財団法人霞が関政策研究所（かすみがせきせいさくけんきゅうじょ）は、一般財団法人。略称は「霞研」など。
主に政策提言のシンクタンクとして各種調査研究事業、危機管理対策事業を行うほか、介護・福祉施設および企業に対する指導をグループ企業とともに行っている。

## 概要
- 所在地：（本部）東京都千代田区二番町一丁目2番　番町ハイム411
- 設立：2010年12月
- 代表理事：石川和男　（元経済産業省）
- メンバー：千葉行雄　（元警察庁警視監）
- メンバー：大下雅夫　（元国税庁）
- メンバー：野尻明裕　（元財務省）

## 沿革
- 2010年12月 - 設立。代表理事は石川和男。